# Număr semiperfect
În teoria numerelor, un număr semiperfect sau un număr pseudoperfect este un număr natural n care se poate scrie ca suma tuturor sau a unora dintre divizorii săi stricți (parte alicotă). Un număr semiperfect care este egal cu suma tuturor divizorilor săi stricți este un număr perfect.
Primele numere semiperfecte sunt:
6, 12, 18, 20, 24, 28, 30, 36, 40, 42, 48, 54, 56, 60, 66, 72, 78, 80, 84, 88, 90, 96, 100, 102, 104, 108, 112, 114, 120... 

## Proprietăți
- Orice [[multiplu]î al unui număr semiperfect este un număr semiperfect.[2] Un număr semiperfect care nu este divizibil cu orice număr semiperfect mai mic este denumit primitiv.
- Orice număr de forma 2mp, unde m este un număr natural și p este un număr prim impar, cu proprietatea că p < 2m + 1, este un număr semiperfect.
  - În particular, orice număr de forma 2m(2m + 1 − 1) este un număr semiperfect, și implicit, un număr perfect, dacă 2m + 1 − 1 este un număr prim Mersenne.